# Aniplex of America
Aniplex of America Inc., nebo též Aniplex USA, je americká distribuční společnost; je dceřinou společností Aniplexu, produkční společnosti, jež se zabývá tvorbou anime a hudby a kterou vlastní Sony Music Entertainment Japan. Byla založena v březnu 2005 v Santa Monice v Kalifornii s cílem rozšířit licenční podnikání mateřské společnosti na severoamerickém trhu. Spravuje anglickou verzi internetového obchodu Aniplex+ a mezi lety 2013 a 2017 provozovala na svých webových stránkách streamovací službu Aniplex Channel. Společnost vydává většinu titulů pouze na území Severní Ameriky, nicméně některé z nich byly vydány v ostatních oblastech jinými distributory, jako je Anime Limited, Manga Entertainment, MVM Films, Madman Anime Group a Siren Visual.
Její sety distribuuje na domácím videu v Severní Americe společnost Right Stuf Anime a její tituly jsou většinou streamovány na službách Crunchyroll, Funimation, Hulu a HIDIVE, někdy bývají streamovány také na službách Netflix, Amazon Prime Video a HBO Max. Některé z titulů byly dostupné také na Anime Strike, Daisuki, go90, Crackle, Anime News Network a Neon Alley, tituly však byly později odstraněny a některé služby i ukončeny.

## Historie

### 2005–2012: Založení a nezávislá distribuce
Společnost Aniplex of America byla založena v březnu 2005. V té době její japonská mateřská společnost stále licencovala své tituly prostřednictvím jiných distribučních společností, jako je Funimation, Bandai Visual, Geneon, ADV Films, NIS America a Media Blasters.
V roce 2010 začal Aniplex of America vydávat tituly japonské mateřské společnosti, a to počínaje filmy Tengen toppa Gurren Lagann a televizním seriálem Durarara!!, u kterého bylo dříve oznámeno, že bude streamován na Crunchyrollu. Durarara!! se stala prvním společným projektem se studiem Bang Zoom, se kterým Aniplex pracoval na anglickém dabingu; od té doby studio skoro výhradně pracovalo s Aniplexem na anglických dabinzích. Společnost znovu vydala na domácím videu OVA epizodu Read or Die a seriál R.O.D the TV navzdory tomu, že k nim distribuční práva původně držely společnosti Manga Entertainment a Geneon. Zmíněné tituly vůbec poprvé prodávala prostřednictvím společnosti Right Stuf Anime, která se následně stala jediným obchodním řetězcem v Severní Americe vydávajícím její sety. Některé tituly začala v roce 2010 streamovat na stránkách Anime News Network, počínaje seriálem Oreimo, a v dubnu 2011 na službách Hulu a Viz Anime (Neon Alley), prvním titulem se stal seriál Ao no Exorcist. Od června téhož roku byly její tituly vysílány na programovém bloku Toonami, prvním z nich byl seriál Durarara!!, a od července byly streamovány na službě Crackle, počínaje seriálem Star Driver: Kagajaki no Takuto. V červnu 2012 společnost Aniplex of America oznámila, že vydá záznam koncertu Mikunopolis vocaloidu Hacune Miku.

### 2013–dosud: Rozšíření o streaming a nové vedení
V roce 2013 začal Aniplex na svých webových stránkách streamovat některé tituly, službu nazval Aniplex Channel. V dubnu 2014 spustil anglickou verzi internetového obchodu Aniplex+. Ke konci měsíce se tituly společnosti Aniplex of America objevily v nabídce služby Netflix, jako první byl do ní přidán Ao no Exorcist. Pak se roku 2015 objevily na stránkách Daisuki a na Funimationu a v březnu 2017 na službě Anime Strike, kde se prvním zveřejněným titulem stal seriál Eromanga sensei. V červnu 2017 společnost vydala anglickou verzi mobilní hry Fate/Grand Order.
V srpnu 2017 bylo oznámeno, že Šú Nišimoto nahradil na pozici prezidenta společnosti Hidekiho Gotóa, jenž se stal vedoucím oddělení rozvoje mezinárodního obchodu tokijské pobočky. Na konci srpna byl Aniplex Channel ukončen. V říjnu téhož roku začala služba go90 streamovat některé tituly Aniplexu, včetně seriálů Ano hi mita hana no namae o bokutači wa mada širanai. a God Eater v anglickém znění. V lednu 2019 se některé tituly společnosti objevily i na službě HIDIVE, přičemž prvním z nich bylo anime Jakusoku no Neverland.
V srpnu 2019 společnost Aniplex of America oznámila spolupráci s firmou Funimation Films na uvedení filmu Seišun buta jaró wa jumemiru šódžo no jume o minai v severoamerických kinech. Později spolupracovaly i na vydání filmu Gekidžóban Kimecu no jaiba: Mugen rešša-hen.
V lednu 2020 Aniplex of America umožnil Funimationu nadabovat film Darwin's Game; jednalo se o první nový titul společnosti, na jehož dabingu nepracovalo studio Bang Zoom. V květnu Funimation oznámilo, že ve spolupráci s Aniplex of America vydají seriál Kimecu no jaiba ve standardní edici na Blu-ray. Na konci měsíce začala některé tituly Aniplexu streamovat služba HBO Max. V prosinci téhož roku uzavřela společnost partnerství s agenturou Lucky Helmet Agency, která jí pomohla s merchandisingem a licencováním filmu Gekidžóban Kimecu no jaiba: Mugen rešša-hen ve Spojených státech.